# 밀로시 출라피치
밀로시 출라피치(몬테네그로어: Miloš Ćulafić / Милош Ћулафић, 1986년 8월 13일 ~ )는 몬테네그로의 배구 선수이다.